# سيرك كولومبيا
سيرك كولومبيا هو فيلم من نوع دراما وكوميديا أُصدر في 2010. الفيلم من إخراج دانيس تانوفيتش، أما السيناريو فكان من كتابة دانيس تانوفيتش وIvica Đikić ‏.

## طاقم التمثيل
- سلافن كنزوفيك  [لغات أخرى]‏
- ميرو بارنجاك  [لغات أخرى]‏
- Svetislav Goncić [الإنجليزية]‏
- Ermin Bravo [الإنجليزية]‏
- Mirsad Tuka [الإنجليزية]‏
- Ines Fančović [الإنجليزية]‏
- ميلان سترلجيك
- Vesna Mašić  [لغات أخرى]‏
- ياسنا البري [الإنجليزية]‏
- إيزودين باجروفيك [الإنجليزية]‏
- Mirza Tanović  [لغات أخرى]‏
- ميرا فورلان
- ميكي مانوجلافوك
- Miralem Zupčević  [لغات أخرى]‏
- Jelena Stupljanin  [لغات أخرى]‏

## وصلات خارجية
- سيرك كولومبيا على موقع IMDb (الإنجليزية)
- سيرك كولومبيا على موقع ميتاكريتيك (الإنجليزية)
- سيرك كولومبيا على موقع روتن توميتوز (الإنجليزية)
- سيرك كولومبيا على موقع نتفليكس (الإنجليزية)
- سيرك كولومبيا على موقع ألو سيني (الفرنسية)
- سيرك كولومبيا على موقع Turner Classic Movies (الإنجليزية)
- سيرك كولومبيا على موقع أول موفي (الإنجليزية)
- سيرك كولومبيا على موقع فيلمافينيتي (الإسبانية)
- سيرك كولومبيا على موقع قاعدة بيانات الأفلام السويدية (السويدية)
- سيرك كولومبيا على موقع قاعدة بيانات الفيلم (الإنجليزية)